# Sillamäe
Sillamäe (Duits: Sillamäggi) is een plaats en stedelijke gemeente in de Estische provincie Ida-Virumaa. De gemeente telde 12.352 inwoners op 1 januari 2024 en heeft een oppervlakte van 12,11 vierkante kilometer.
De stad ligt aan de Põhimaantee 1, de hoofdweg van Tallinn naar Narva. De rivier Sõtke mondt bij Sillamäe uit in de Finse Golf.
Sillamäe is een toeristische attractie op zich; men vindt hier veel stalinistische architectuur. Het overgrote deel van de bevolking is etnisch Russisch.

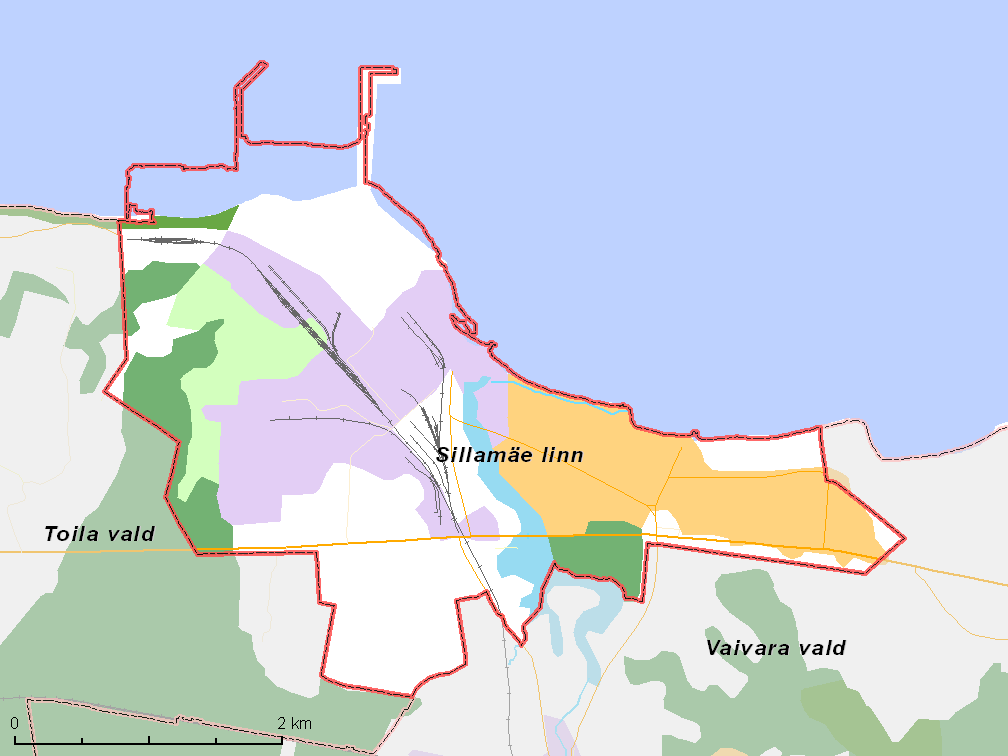
De gemeente met omliggende gemeenten, situatie begin 2017

## Bevolking
Het volgende staatje geeft de etnische samenstelling van de bevolking in 2011. Recentere cijfers zijn niet gepubliceerd.
| Bevolkingsgroep        | Aantal | Percentage |
| ---------------------- | ------ | ---------- |
| Russen                 | 12.468 | 87         |
| Esten                  | 684    | 5          |
| Andere nationaliteiten | 1.074  | 8          |
| Totaal                 | 14.252 | 100        |

## Geschiedenis
Sillamäe werd in 1502 voor het eerst genoemd als herberg onder de naam thor Bruggen, die lag bij een brug over de ‘Sillamäggische Bach’ (de rivier Sõtke). Rond 1700 stond in de buurt ook een molen. In 1849 ontstond het landgoed Sillamäggi als ‘semi-landgoed’ (Duits: Beigut, Estisch: poolmõis), een landgoed dat deel uitmaakt van een groter landgoed, in dit geval Waiwara (Vaivara). Tegen het eind van de 19e eeuw werd Sillamäe een populaire badplaats. Ook Tsjaikovski verbleef er in 1868.
In 1928 werd in Sillamäe een fabriek opgezet die schalieolie verwerkte. In de jaren dertig volgden meer industrieën. Dit was de opmaat naar de opbouw van een industriestad na de Tweede Wereldoorlog, onder Sovjetbezetting.
In 1949 kreeg Sillamäe de status van vlek (Estisch: alevik), in 1957 de status van (geheime) stad.

### Uranium
In het Sovjettijdperk was de stad een centrum voor de winning en verrijking van uranium en was ze lange tijd (1957-1991) verboden militair gebied, waardoor ze zelfs niet op de kaarten voorkwam. In 1945 begon men met de bouw van 'Fabriek nummer 7' en in 1946 werd gestart met het verrijken van uranium. In 1970 begon men ook zeldzame aarde te verwerken. In 1990 werd de productie van verrijkt uranium gestaakt en veranderde de naam in Silmet. In april 2011 werd Silmet overgenomen door het Amerikaanse mijnbouwbedrijf Molycorp, er werkten circa 550 personen.

## Kerken
Sillamäe heeft een orthodoxe en een katholieke kerk.
De orthodoxe Kerk van Onze Lieve Vrouwe van Kazan, genoemd naar een legendarisch icoon uit Kazan, dat in 1904 spoorloos is verdwenen, is gebouwd in 1995 als vervanger van een kerk die in 1898 was gebouwd en in 1941 vernield. De kerk behoort tot de Estische Orthodoxe Kerk onder het Patriarchaat van Moskou.
De rooms-katholieke Kerk van Sint Joris en Sint Adalbert is gebouwd in 2001.
Daarnaast heeft het stadhuis (gebouwd in 1949) het uiterlijk van een lutherse kerk.

## Geboren in Sillamäe
- Andrei Sidorenkov (1984), Estisch voetballer

## Foto's

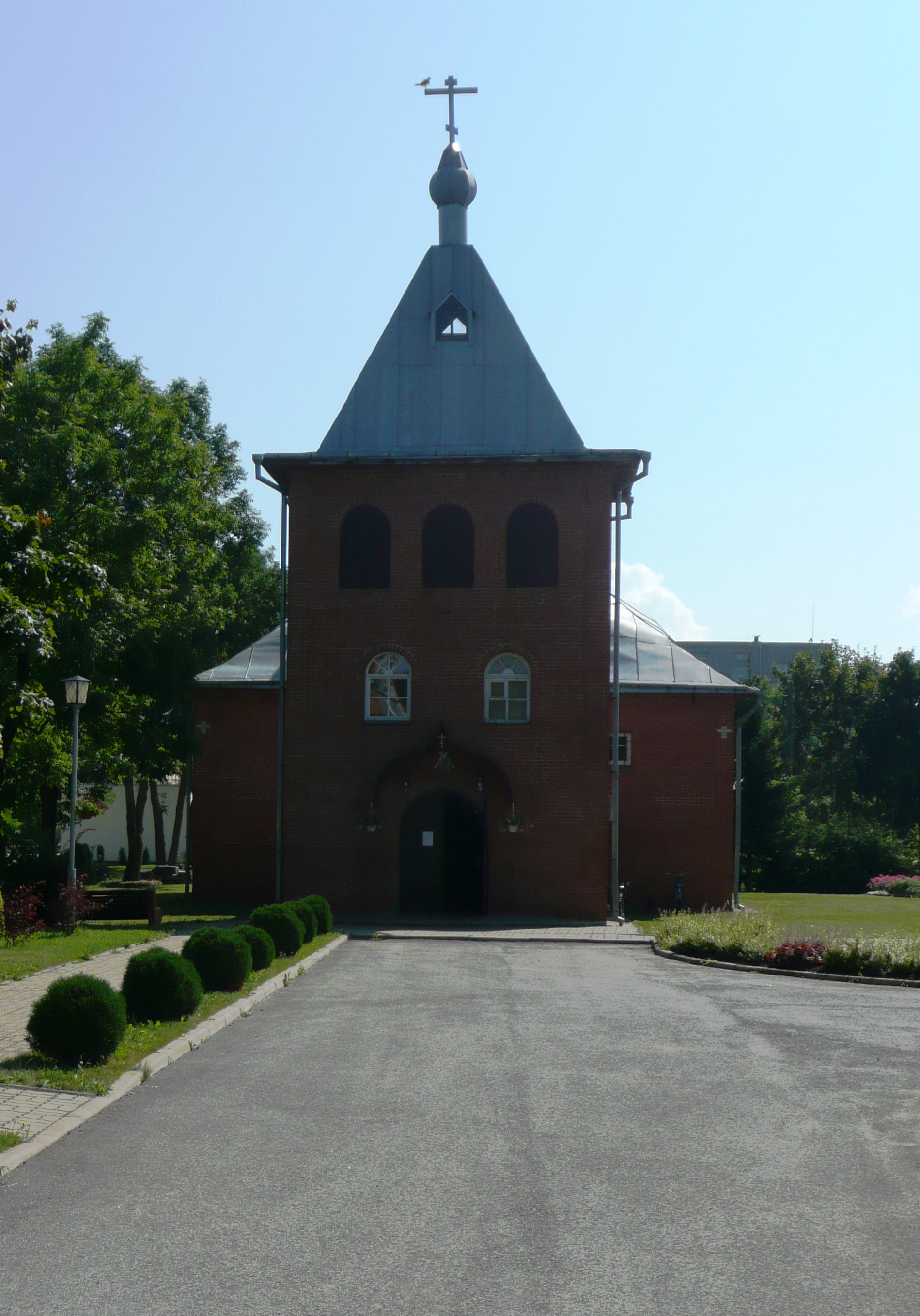
Kerk van Onze Lieve Vrouwe van Kazan
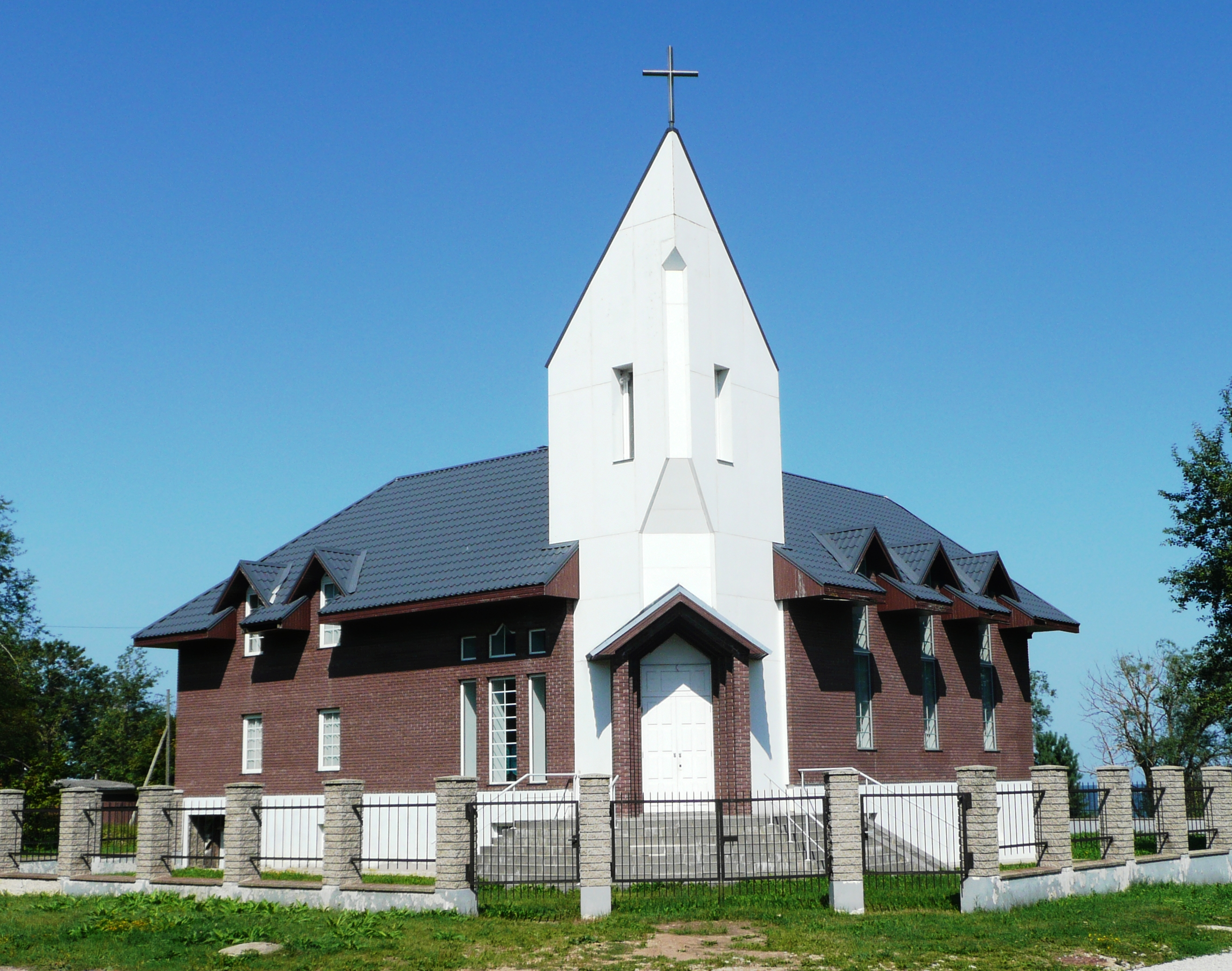
Kerk van Sint Joris en Sint Adalbert
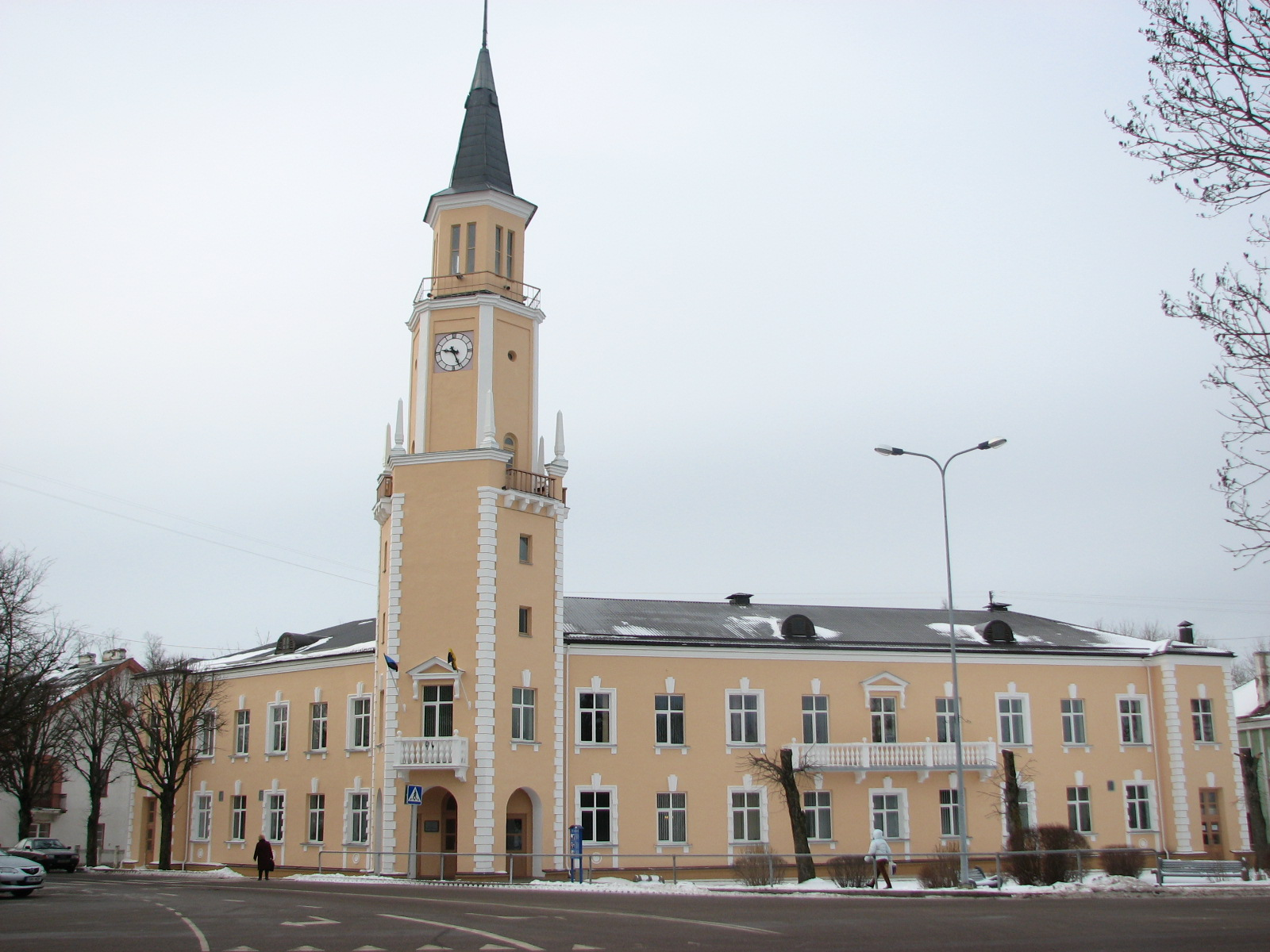
Stadhuis
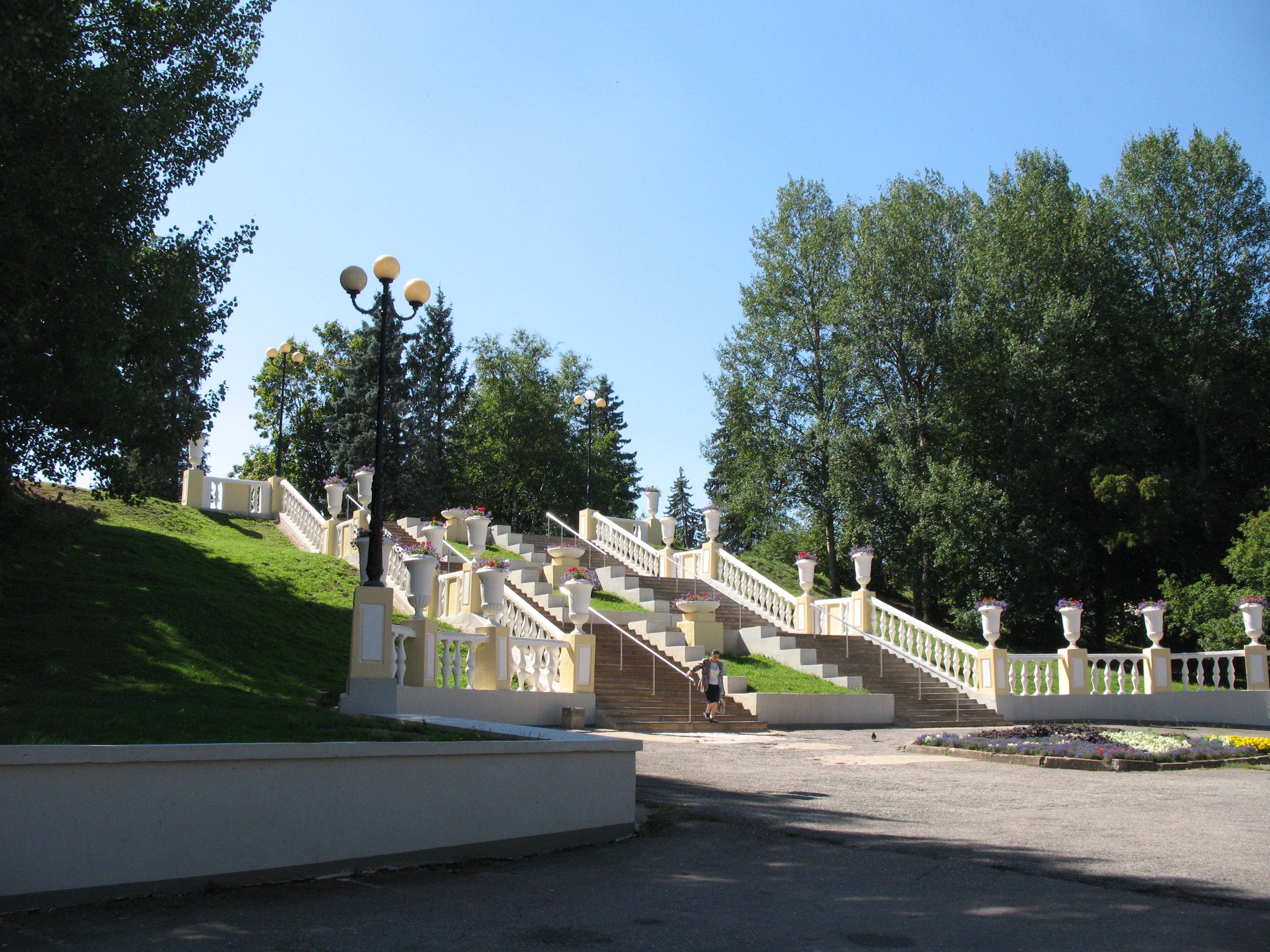
Trap naar het stadspark
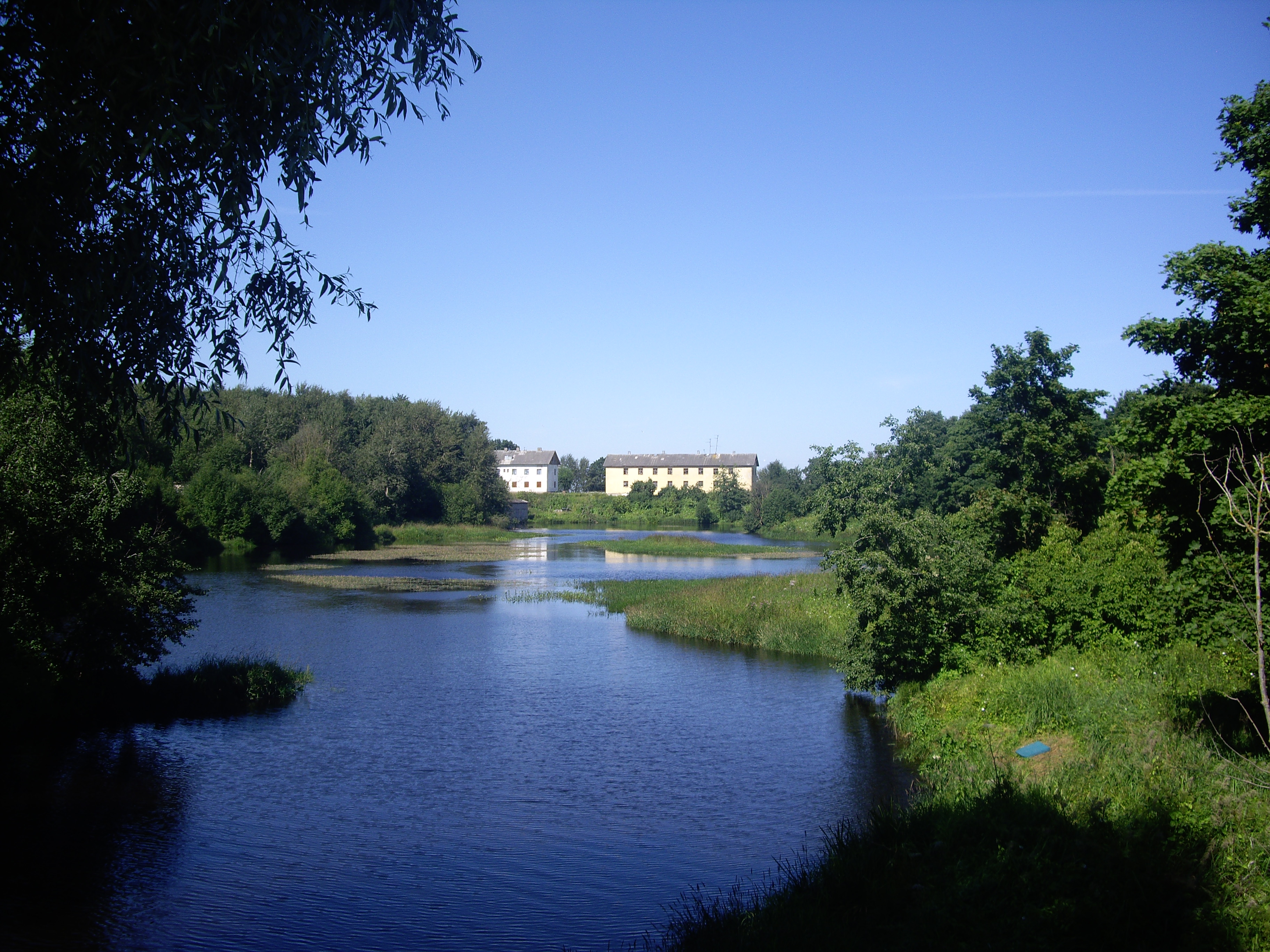
De Sõtke